# Vorbehaltsurteil
Als Vorbehaltsurteil bezeichnet die Zivilprozessordnung ein Urteil über einen Teil des Streitgegenstands, welches unter dem Vorbehalt seiner Bestätigung durch ein Endurteil steht.

## Bedeutung
Vorbehaltsurteile können im deutschen Zivilprozess in zwei Situationen ergehen.

### Urkundenprozess
Wird im Urkundenprozess der Klage aufgrund der vorgelegten Urkunden stattgegeben und hat der Beklagten dem geltend gemachten Anspruch widersprochen, ist dem Beklagten die Ausführung seiner Rechte im Nachverfahren vorzubehalten (§ 599 ZPO). Um Gerichtskosten zu sparen, kann der Beklagte, der sich mit den Mitteln des Urkundenprozesses nicht verteidigen konnte, den Klageanspruch unter dem Vorbehalt der Ausführung seiner Rechte im Nachverfahren anerkennen. Die Rechtsprechung lässt auf dieser Grundlage das Vorbehaltsurteil als Anerkenntnisvorbehaltsurteil zu, diese Ansicht ist auch in der Lehre herrschend. Der Rechtsstreit bleibt jedoch im ordentlichen Verfahren anhängig und endet erst mit einem Endurteil, in welchem das Vorbehaltsurteil entweder für vorbehaltlos erklärt oder aber aufgehoben und die Klage abgewiesen wird (§ 600 Abs. 2 i. V. m. § 302 Abs. 4 ZPO).

### Prozessaufrechnung
Erklärt der Beklagte im Prozess die Aufrechnung, ist die Klage über die Hauptforderung aber bereits entscheidungsreif, kann die Entscheidung über die Forderung unter Vorbehalt der Entscheidung über die Aufrechnung ergehen (§ 302 Abs. 1 ZPO). In Betreff der Aufrechnung bleibt der Rechtsstreit anhängig (§ 302 Abs. 4 Satz 1 ZPO). Das Vorbehaltsurteil wird als durch die Entscheidung im Nachverfahren auflösend bedingtes Endurteil verstanden, aus dem der Kläger bereits vollstrecken kann. Der in das Ermessen des Gerichts gestellte Erlass eines Vorbehaltsurteils dient hier der Abwehr einer durch (zweifelhafte) Aufrechnungserklärungen herbeigeführten Prozessverschleppung und damit dem Interesse des Klägers an zügiger Titulierung. Diese Möglichkeit ist nach der Rechtsprechung des Bundesgerichtshofs (BGH) nur dann eingeschränkt, wenn mit Ansprüchen aufgerechnet wird, die sich aus dem vertraglichen Synallagma ergeben, nicht aber bei der Aufrechnung mit Ansprüchen auf Schadensersatz neben der Leistung.

## Vollstreckbarkeit
Ohne Sicherheitsleistung ist ein Vorbehaltsurteil nur dann vollstreckbar, wenn es sich um ein Urteil handelt, das im Urkunden-, Wechsel- oder Scheckprozess erlassen wurde (§ 704, § 708 Ziffer 4 ZPO) oder wenn in einer vermögensrechtlichen Angelegenheit (zum Beispiel Zahlungsklage) erlassen wurde und der Gegenstand der Verurteilung in der Hauptsache 1.250 € nicht übersteigt oder wenn nur die Entscheidung über die Kosten vollstreckbar ist und eine Vollstreckung im Wert von nicht mehr als 1.500 € ermöglicht (§ 708 Ziffer 11 ZPO). Für vorläufig vollstreckbar ohne Sicherheitsleistung sind außerdem Urteile zu erklären, die ein Vorbehaltsurteil, das im Urkunden-, Wechsel- oder Scheckprozess erlassen wurde, für vorbehaltlos erklären (§ 708 Ziffer 5 ZPO). In diesen Fällen hat das Gericht aber anzuordnen, dass der Beklagte die Vollstreckung durch Sicherheitsleistung oder Hinterlegung abwenden darf (§ 711 ZPO). Wird der Rechtsstreit nach der Verkündung eines Vorbehaltsurteils fortgesetzt, so kann das Gericht auf Antrag anordnen, dass die Zwangsvollstreckung gegen oder ohne Sicherheitsleistung einstweilen eingestellt werde oder nur gegen Sicherheitsleistung stattfinde und dass die Vollstreckungsmaßregeln gegen Sicherheitsleistung aufzuheben seien (§ 707 ZPO).
Die Vollstreckbarkeit endet gem. § 717 Abs. 1 ZPO erst, wenn das Vorbehaltsurteil im Nachverfahren aufgehoben oder abgeändert wird.
Entsteht dem Beklagten durch die Vollstreckung ein Schaden, kann dieser im rechtshängig bleibenden Teil der Klage gleich mit eingeklagt werden, so dass – wenn über die Einwendungen des Beklagten bzw. die Aufrechnung positiv entschieden – über den Schadensersatzanspruch gleich mitentschieden werden kann (§ 302 Abs. 4 ZPO).